# NHL 1923/1924
Sezóna 1923/1924 byla 7. sezonou NHL. Vítězem NHL se stal tým Montreal Canadiens, který následně v semifinále Stanley Cupu porazil vítěze PCHA - Vancouver Maroons a ve finále porazil vítěze WCHL - Calgary Tigers, čímž si vybojoval i Stanley Cup.

## Konečná tabulka základní části
| Tým                  | Z  | V  | P  | R | B  | VG | IG |
| -------------------- | -- | -- | -- | - | -- | -- | -- |
| Ottawa Senators      | 24 | 16 | 8  | 0 | 32 | 74 | 54 |
| Montreal Canadiens   | 24 | 13 | 11 | 0 | 26 | 59 | 48 |
| Toronto St. Patricks | 24 | 10 | 14 | 0 | 20 | 59 | 85 |
| Hamilton Tigers      | 24 | 9  | 15 | 0 | 18 | 63 | 68 |

## Play off o vítězství v NHL
Montreal Canadiens vs. Ottawa Senators
| Datum      | Tým                | Skóre | Tým             | Skóre |
| ---------- | ------------------ | ----- | --------------- | ----- |
| 8. března  | Montreal Canadiens | 1     | Ottawa Senators | 0     |
| 11. března | Montreal Canadiens | 4     | Ottawa Senators | 2     |

Montreal Canadiens zvítězil celkově 5:2 a stal se tak zástupcem NHL v bojích o Stanley Cup

## Ocenění
| Prince of Wales Trophy: | Montreal Canadiens             |
| Hart Memorial Trophy:   | Frank Nighbor, Ottawa Senators |

## Boje o zisk Stanley Cupu
Všechny zápasy se hrály na domácí půdě Montrealu Canadiens.

### Účastníci
- Montreal Canadiens - vítěz NHL 1923/1924
- Calgary Tigers - vítěz WCHL 1923/1924
- Vancouver Maroons - vítěz PCHA 1923/1924

### Semifinále
Vancouver Maroons vs. Montreal Canadiens
| Datum      | Hosté             | Skóre | Domácí             | Skóre |
| ---------- | ----------------- | ----- | ------------------ | ----- |
| 18. března | Vancouver Maroons | 2     | Montreal Canadiens | 3     |
| 20. března | Vancouver Maroons | 1     | Montreal Canadiens | 2     |

Montreal Canadiens zvítězil 2:0 na zápasy a postoupil do finále.

### Finále
Calgary Tigers vs. Montreal Canadiens
| Datum      | Hosté          | Skóre | Domácí             | Skóre |
| ---------- | -------------- | ----- | ------------------ | ----- |
| 22. března | Calgary Tigers | 1     | Montreal Canadiens | 6     |
| 25. března | Calgary Tigers | 0     | Montreal Canadiens | 3     |

Montreal Canadiens zvítězil 2:0 na zápasy a získal Stanley Cup